# Marjal de Peñíscola

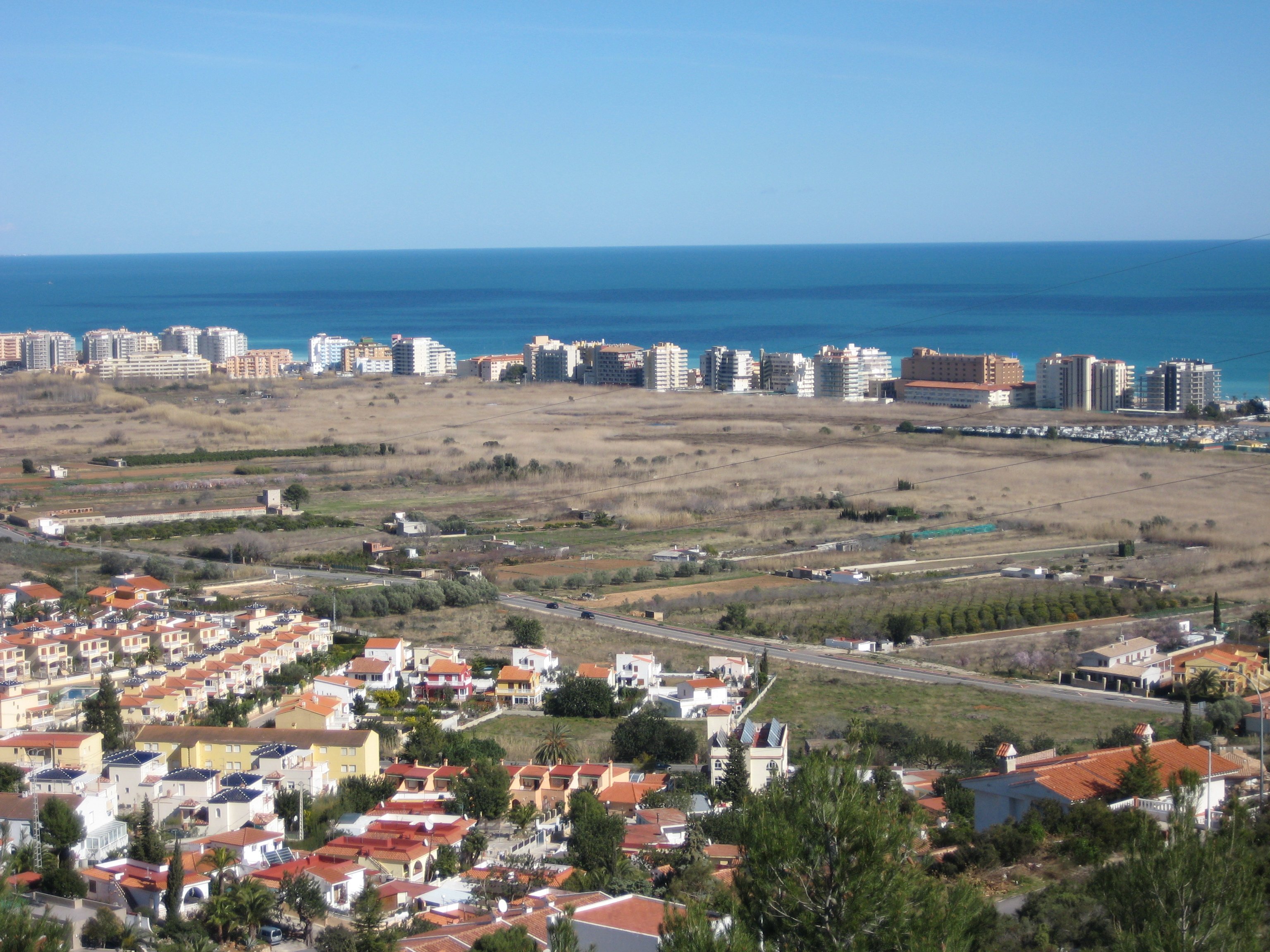
Vista general del marjal

El marjal de Peñíscola es un paraje que ha sido considerado Lugar de Importancia Comunitaria (LIC) y Microrreserva de flora del municipio de Peñíscola (comarca del Bajo Maestrazgo, España), declarado por Acuerdo de la Generalidad Valenciana el 10 de julio de 2001.

## Características físicas
El marjal de Peñíscola se encuentra en el Prado de Peñíscola, situado al sudeste de la Plana de Vinaroz. El Prado tiene una extensión de unas 300 ha, y delimita, al norte, por el abanico aluvial de la rambla de Alcalá, al este y al sur, por los conos que arrancan de la Colina del Pino y los Pitxells, contrafuertes de la sierra de Irta que forman el piemont, y al oeste, por el mar. La formación de este conjunto, todo parece apuntar que se remonta al periodo postflandriano del Holoceno, y está subdividido en tres subunidades:
- El “marjal”, en el centro del conjunto, espacio pantanoso formato con sedimentos finos ricos en materia orgánica, con abundantes manantiales que dan lugar a charcos permanentes de diverso tamaño.
- Los “glacis y piemonts pleistocenos”, espacio que se extiende entre la sierra y el marjal, compuesto por un piemont formado por la coalescencia de varios paleoconos de deyección, en el que se pueden apreciar dos niveles morfogenéticos solapados de edad pleistocena.
- El “cordón litoral”, franja de gravas y arenas que se extiende desde la desembocadura de la rambla de Alcalá al tómbolo de Peñíscola, y ha sido formado por las gravas aportadas por la rambla, a la parte norte, y las arenas, por la emersión de una barra submarina, al sur.

El marjal de Peñíscola está emplazado en el sistema hidrogeológico de la Plana de Vinaroz, el cual está asociado al acuífero del Maestrazgo, y de los dos recibe recursos hídricos en forma subterránea.

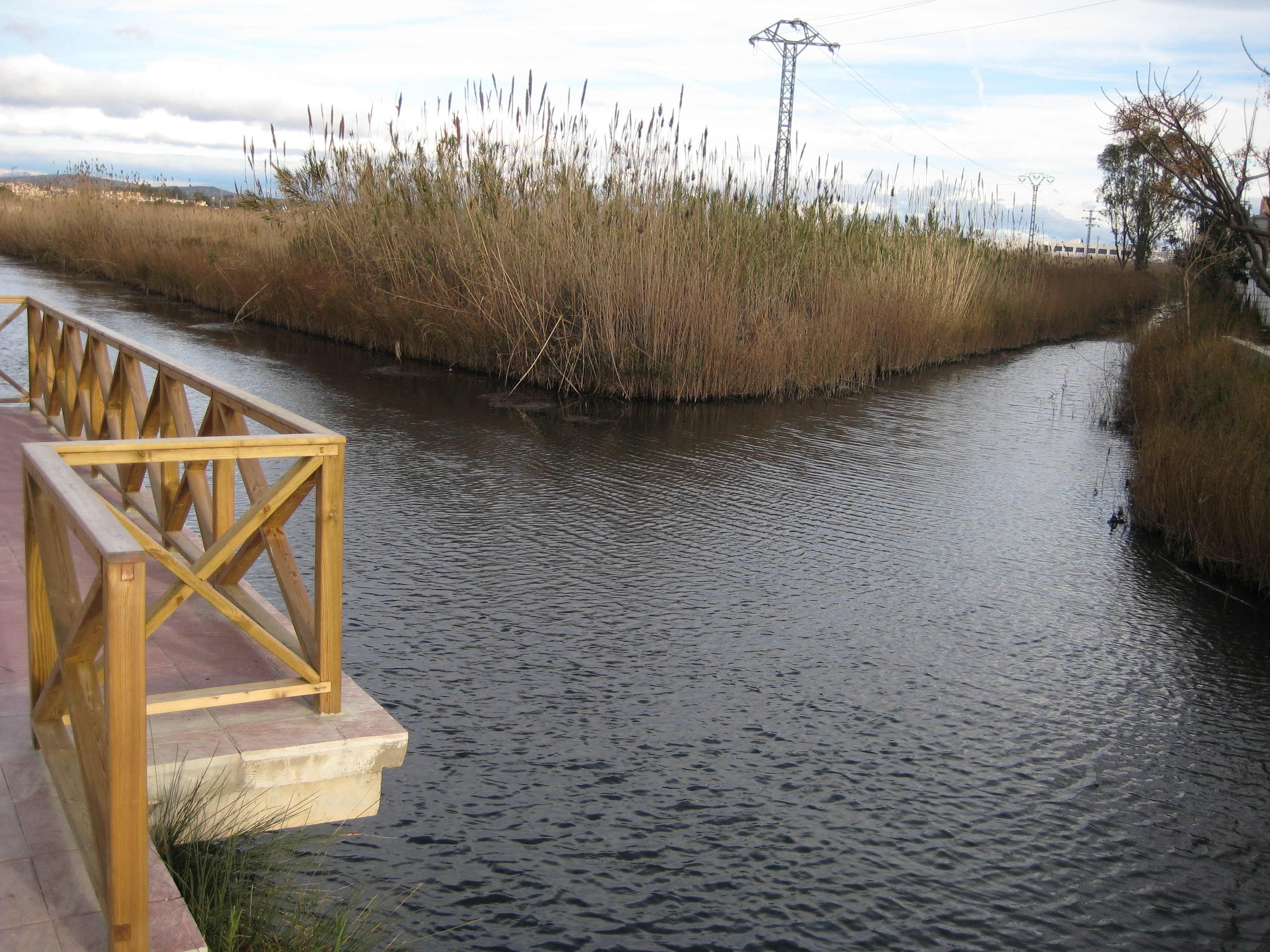
Final de la acequia Sangonera

El camino viejo de Benicarló establece la extensión máxima lograda por el marjal en tiempos históricos, y tradicionalmente ha dividido el secano del regadío con norias. De norte a sur, el espacio este se conoce como la Marjal, las Marjaletes, Llandells, el Prat y l'Ullal de l'Estany. La restinga que cierra la marisma está en recesión, al menos, desde 1935, como consecuencia de la erosión ligada a la construcción del puerto de Benicarló.
Se trata de una zona húmeda litoral que todavía conserva en gran parte sus características naturales, pero los numerosos proyectos urbanísticos, turísticos, infraestructuras y la presión de los cultivos hortofrutícolas, han situado el conjunto en una situación crítica. La captación de agua en la zona de influencia del marjal ha provocado la salinización de los acuíferos y del mismo marjal, y la aparición de niveles elevados de gas radón. Como consecuencia de la gran cantidad de carrizo, periódicamente se quema la zona, con resultados desastrosos para la fauna y la flora. Y la nueva construcción de la carretera interior Benicarló-Peñíscola ha agravado la situación.
En los últimos decenios los campos que bordeaban el marjal han retrocedido, bien por la construcción en el caso de la franja litoral, o bien por el abandono del cultivo de las parcelas. Todavía se mantienen pequeñas parcelas para cultivar hortalizas denominadas argires (al-geriza = isla en árabe). Durando muchos años el espacio libre de cultivos se utilizó para pacer toros bravos.

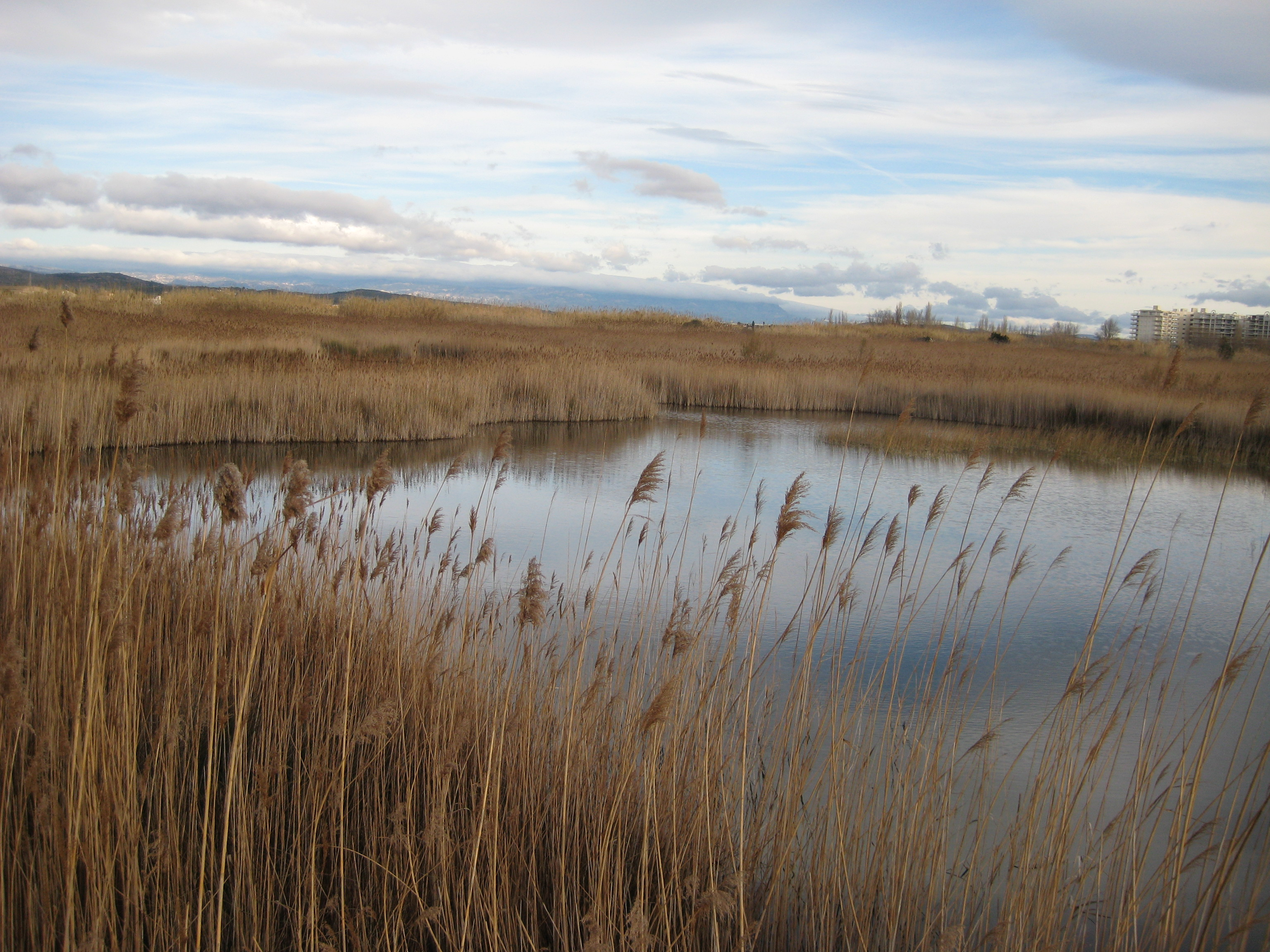
Parte norte del marjal, cerca del azagador de la Creu

En los años 50 se ha cultivado arroz. Hay un gran número de canales de drenaje entre los cuales destacan la acequia Sangonera (la más cercana a la mar, que se extendía casi hasta la raya del término con Benicarló, la mitad de su recorrido ha sido enterrado y otra parte ha sido arreglada con solera y taludes de hormigón), la acequia Templera, en el centro, con el mayor caudal desde que en 1987 se desvió la acequia del Rey; y la acequia del Rey (la más alejada del mar), los cuales desaguan al sur en una acequia común que trae el agua hasta el Ullal de l'Estany, laguna urbana en medio de un parque, y finalmente llega a la playa sur a través de la Plaza Constitución y un tramo canaliazado subterráneo hasta la Playa de la Viudas.
En 2006 la Confederación Hidrográfica del Júcar impulsó el proyecto de regeneración ambiental y adecuación al uso público del marjal, con obras de regeneración de los manantiales para recuperar la lámina de agua, la limpieza de la acequia Sangonera, el desarrollo de un recorrido de interpretación ambiental con la construcción de un mirador junto a uno de los manantiales y la recuperación del azagador de la Creu.

## Hábitats y especies a destacar

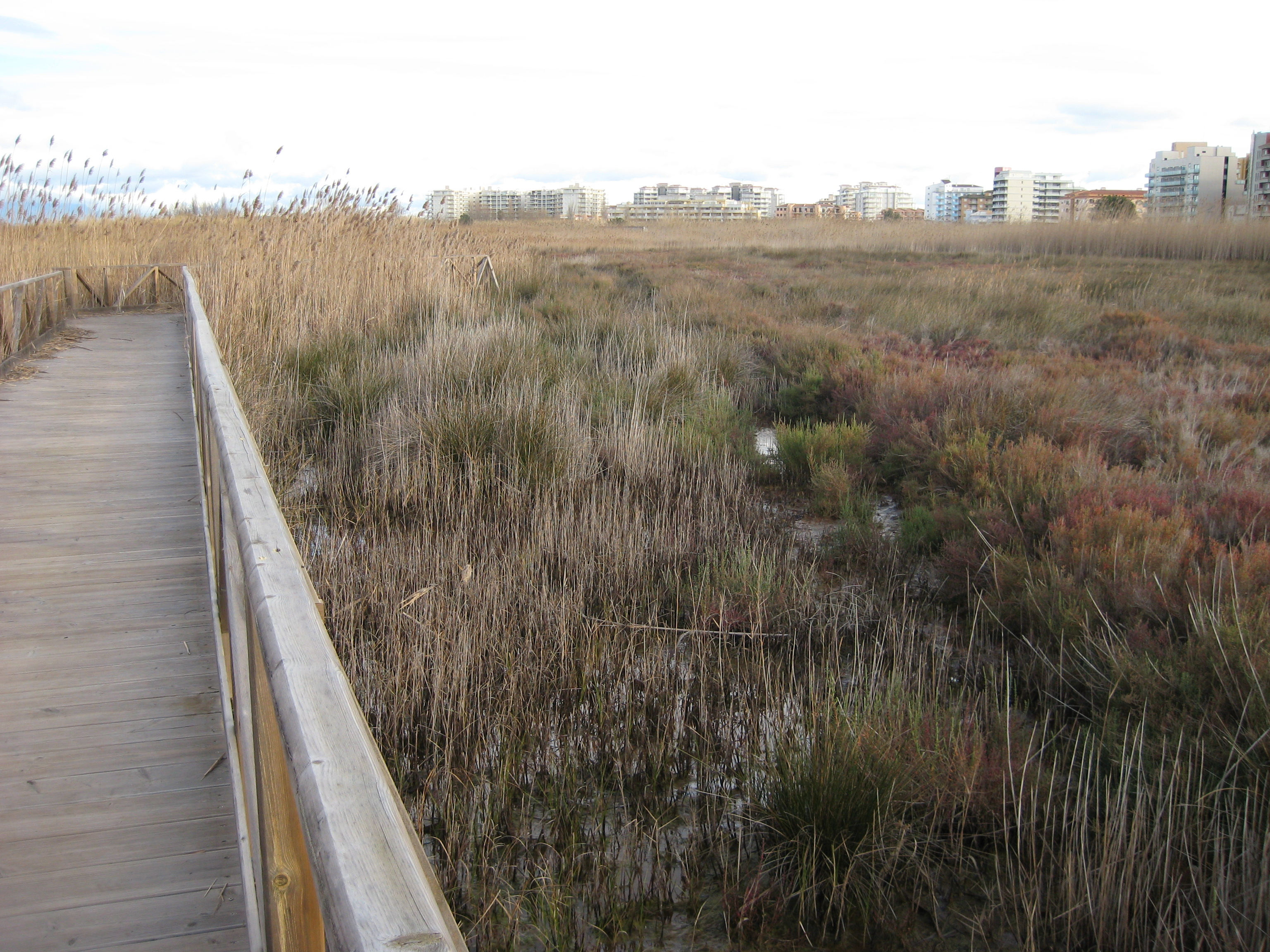
Humedal

Los matorrales halófilos, los prados salinos mediterráneos y los megaforbis higrófilos son las poblaciones vegetales más abundantes. En cuanto a las especies, destaca por su rareza el Limonium cavallinesii,  también están presentes: Phragmites australis, Juncus maritimus, Juncus subulatus, Juncus acutus, Suaeda viera, Inula crithmoides, Atriplex tornabenei, Salicornia ramosissima, Sarcocornia fruticosa, Baldellia ranuncoloides, Limonium narbonense, Limonium virgatum, Lemna trisulca, Ceratophillum submersum, Cladium mariscus, Berula erecta, Beta macrocarpa, Elymus elongatus, Potamogeton pectinatus, Potamogeton coloratus, Oenanthe lachenali, Iris pseudacorus, Misopates orontium sp. pusillus, Poa annua sp. exilios, Artemisia caerulescens y Aster tripolium sp. pannonicus.
De la fauna existente en el marjal lo más destacado son las poblaciones de samarucgo (Valencia hispanica) y de fartet (Aphanius iberus), a pesar de que también se encuentran otros pescados como el punxoset (Gasterosteus aculeatus) y el agulleta de río (Syngnathus abaster).</ref> Desde 2004, el marjal de Peñíscola ha sido incluido dentro de los Planes de Recuperación del samaruc y del fartet, para evitar la extinción de estas dos especies endémicas. De todas maneras, en los últimos años, el samaruc y el fartet están más amenazados por la presencia masiva de la Gambusia holbrooki, y su hábitat se degrada por la acción de la tortuga de orejas rojas o de Florida (Trachemys scripta elegans), un caracol de origen asiático (Melanoides tuberculata), el cangrejo de río americano (Procambarus clarkii) y la carpa (Cyprinus carpio).
Este humedal sirve de refugio y ofrece alimento a importantes poblaciones estivales, hivernantes o sedentarias de pájaros, como el cabusset (Tachybaptus ruficollis), la Calamón de agua (Gallinula chloropus), el pato collverd (Anas platyrhynchos), el sarset (Anas crecca), el ascle (Anas strepera), el pato cucharón (Anas clypeata), la garcilla cangrejera (Ardeola ralloides), el martinet menut (Ixobrychus minutus), el garza real (Ardea cinerea), la garza roja (Ardea purpurea), la grúa (Desea grúa), el martín pescador (Alcedo atthis), el aguilucho de marjal (Circus aeruginosus), el ganso vulgar (Anser anser); y pequeñas aves, como el carricero común (Acrocephalus scirpaceus), el abejaruco (Luscinia svecica), el ruiseñor (Luscinia megarhynchos) y el tejedor (Remiz pendulinus)